# 汕头丹樱生态园
汕头丹樱生态园为汕头市一个旅游景点，内含有“丹樱号”花海小火车。

## 介绍
生态园位于汕头市濠江区，面积四千多亩，由香港的一个集团投资建设，于2011年开放，分成了叠石山峰、涌泉、水库、峡谷平地及梯田。

## 丹樱号花海小火车
于2020年春节左右引进，票价50元，2020年五一推出2大1小亲子游套餐。

## 链接
1. 1 2  . 丹樱生态园.   [2020-07-18]. （原始内容存档于2020-07-18）.
2. ↑  . 濠江旅游网. （原始内容存档于2020-07-19）.
3. ↑  . 丹樱生态园.   [2020-07-18]. （原始内容存档于2020-07-18）.